# Потапов, Алексей Степанович (1872)
Алексей Степанович Потапов (1872 — не ранее 1924) — российский генерал-майор, политический авантюрист.

## Биография
Родился в дворянской семье под Петербургом, учился в гимназии, затем в Императорской Военно-медицинской академии, на курсах Киевского пехотного юнкерского училища.
В 1892 году был произведен в подпоручики, начал службу в 24-й артиллерийской бригаде, затем был переведён в лейб-гвардии Волынский полк, в 1897 году был произведён в поручики, в 1899 году — в штабс-капитаны.
В 1899 году окончил Николаевскую академию Генерального штаба. Его прикомандировали к войскам Петербургского военного округа, но в том же 1899 году был послан в Южную Африку в качестве неофициального военного агента (формально он был на это время переведён в запас). Во время англо-бурской войны он попал в британский плен, но затем его освободили как подданного нейтрального государства.
После возвращения в Россию в 1900 году его направили служить в штаб Приамурского военного округа с присвоением чина капитана. По некоторым сведениям, он участвовал в подавлении ихэтуаньского восстания. В 1902—1903 года он командовал ротой в Приамурье, в 1903 году был назначен военным агентом в Корее в звании подполковника.
В 1904—1905 годах участвовал в русско-японской войне как старший адъютант штаба войск Забайкальской области, закончил ей штаб-офицером 2-й Кубанской пластунской бригады, занимал эту должность до 1907 года.
Затем был исполняющим должность начальника штаба 2-й Кавказской казачьей дивизии, начальником штаба 2-й пехотной дивизии, 8-й кавалерийской дивизии, 47-й пехотной дивизии. В 1908 году получил чин полковника, в 1912 году был уволен в запас по болезни в чине генерал-майора.
С началом Первой мировой войны в 1914 году вернулся в строй и был назначен в резерв чинов при штабе Двинского военного округа. В марте 1915 года 10-тысячный отряд под его командованием (на правах начальника дивизии) захватил город Мемель; германский гарнизон отступил, но затем к немцам прибыло подкрепление и российские войска отступили до Либавы.
Затем Потапов командовал отдельной Сибирской казачьей бригадой во время Свенцянской операции, действовал на правом фланге 10-й армия.
Позже командовал Сибирской казачьей дивизией, с января 1916 года был командиром бригады 64-й пехотной дивизии. В августе 1916 года был награждён орденом Св. Георгия 4-й степени. В январе 1917 года был отчислен от должности с назначением в резерв чинов при штабе Киевского военного округа.
Во время Февральской революции был в Петрограде, стал ближайшим сотрудником председателя Военной комиссии Временного комитета Государственной думы А. И. Гучкова. 1 марта 1917 года он стал заместителем председателя Военной комиссии, а 4 марта — председателем, занимал эту должность до начала апреля 1917 года. Потапов, по воспоминаниям генерала А. С. Лукомского, называл себя «первым революционным генералом». Исполнявший должность начальника Генерального штаба генерал П. И. Аверьянов писал, что Потапов «был просто больной, ненормальный и почти „невменяемый“ человек, с которым военный министр А. И. Гучков не знал впоследствии, как и разделаться, как его сплавить не только из Петрограда, но даже вообще из России». После ликвидации Военной комиссии в апреле 1917 года Потапов был генералом для поручений при военном министре, а летом 1917 года был назначен в резерв чинов при штабе Петроградского военного округа.
После Октябрьской революции Потапов под видом командировки отправился на Дальний Восток. В феврале 1918 года генерал Алексей Будберг застал его в Харбине занимавшимся политическими интригами. Будберг называл Потапова «полусумасшедшим авантюристом». В сентябре 1918 года Потапов прибыл во Владивосток, затем перебрался в Японию, где в 1919 году предпринимал усилия, чтобы Колчак «полетел кувырком, и чтобы все попытки к признанию омской власти закончились неудачей». В итоге он был выслан из Японии и в декабре 1919 года прибыл в Шанхай, где пробыл до апреля 1920 года. Там Потапов объявил себя сторонником Советской власти. Американский журналист Джордж Сокольский, близкий к Сунь Ятсену, говорил американскому генеральному консулу в Шанхае о Потапове так:

Он — неврастеник, страдает манией преследования и чрезмерным самомнением о важности собственной персоны. Он даже высказывается в том смысле, что может осуществлять контакты с Москвой даже в тех случаях, когда это не в состоянии сделать Владивостокское Земство; он то и дело раздает рекомендательные письма к Ленину, которые затем под тем или иным предлогом забирает обратно. Он посетил д-ра Сунь Ятсена, с которым обсуждал планы сотрудничества Гоминьдана с большевиками. Однако он признает, что не имеет на то полномочий. Я предложил помочь ему при условии, если он предъявит мне свой мандат, но такового у него не оказалось. Он сам сказал мне об этом. Его говорливость стала причиной того, что широко распространились слухи о большевистской пропаганде в Шанхае.

Потапов также завязал тесные отношения с лидерами китайской революционной партии «Датун дан» и был даже принят в состав её Центрального комитета. В том же 1920 году в Чжанчжоу Потапов встретился с лидером китайских анархистов Чэнь Цзюнмином, обсуждал с ним вопросы революции и сотрудничества с Советской Россией и получил от него письмо к Ленину. Затем Потапов встретился в Гонконге с генералом Ли Лецзюнем, одним из лидеров юньнаньской военной группировки и также получил от него письмо, адресованное советскому правительству.
В начале ноября 1920 года Потапов добрался до Риги, откуда отправился в Петроград вместе с женой советского полномочного представителя в Латвии Я. Ганецкого. По прибытии в Советскую Россию Потапов передал все письма от китайских деятелей в Народный комиссариат иностранных дел. Он обнаружил, что его старая квартира занята новыми жильцами, и, чтобы вернуть квартиру и часть личного имущества, добился письма от НКИД о том, что «деятельность Потапова признана Советской властью крайне полезной».
Затем Потапов был переведён на службу в Москву, где его следы теряются. По некоторым сведениям, он был арестован в 1924 году.